# Jerzy Neyman
Jerzy Neyman (16 avril 1894 - 5 août 1981) est un mathématicien polono-américain. Il est considéré comme l'un des fondateurs de la statistique moderne. Il a contribué très largement à la théorie des probabilités, notamment via les tests d'hypothèse et les intervalles de confiance. Il s’est enthousiasmé pour ses travaux parce qu’il voulait savoir « comment trouver ce que nous voulons connaître ». Ses travaux ont eu de grandes répercussions dans un large éventail de champs disciplinaires, de l’astronomie et l’agriculture à la zoologie en passant par l’actuariat de l’assurance sociale, la biologie et la météorologie.

## Biographie
Né le 16 avril 1894 à Bendery, en Bessarabie, sous le nom Jerzy Splawa-Neyman (plus tard, à 30 ans, il a supprimé « Splawa » de son patronyme), Jerzy était un polyglotte précoce, ayant plusieurs gouvernantes allemandes et françaises durant son enfance bourgeoise. En 1912, il entre à l’université de Kharkov pour étudier les mathématiques et la physique enseignées par Sergueï Natanovitch Bernstein qui l'introduit à la « grammaire de la science » de Karl Pearson. Neyman dira plus tard que cette « grammaire » influença son développement, sans être l’intérêt principal de ses études qui étaient, en réalité, la recherche de la théorie de la mesure de Lebesgue, donnant lieu à ses premières publications.
En 1921, la guerre soviéto-polonaise force Jerzy Neyman à s'installer en Pologne. Il y collabore avec Wacław Sierpiński avant de se rendre en 1924 à Londres, où il étudie sous la direction de Karl Pearson lui-même. À Londres, il entre en contact avec Egon Sharpe Pearson, Ronald Fisher et William Gosset, les grands noms des mathématiques britanniques de l’époque, ainsi que Bertrand Russell et Alfred North Whitehead en métamathématique. En 1934, Karl Pearson prend sa retraite de l’université et son département est divisé entre Fisher et son fils Egon. Egon Pearson, qui effectuait déjà des recherches avec Neyman (ils sont à l'origine du lemme de Neyman-Pearson), l'invite alors à travailler avec lui sur la théorie de vérification des hypothèses, en introduisant dans cette théorie la fondation logique et la rigueur mathématique qui faisaient défaut dans la méthodologie précédente. Ces travaux provoquent un débat entre mathématiciens, dont Fisher, et sont étendus à d'autres domaines comme la recherche d'échantillonnages suffisamment larges pour être représentatifs.
En 1934, Neyman développe aussi une théorie de l’échantillonnage des enquêtes. Il se sert de la base théorique de l’échantillonnage aléatoire et par grappes. Les résultats sont utilisés pour une enquête sur le travail en Pologne et Neyman est invité à donner des conférences aux États-Unis sur sa théorie qui répond parfaitement à l’intérêt qui s'y développe pour les enquêtes et sondages. La particularité industrielle américaine est de faire une enquête par sondage pour l’analyse des besoins et goûts de la clientèle cible pour concevoir, produire et vendre un produit qui corresponde exactement à la demande solvable de cette clientèle. Par exemple, le légendaire bombardier lourd quadrimoteur Boeing B17 « forteresse volante » est conçu de cette façon, après une analyse des besoins auprès des équipages potentiels et de l’état major des forces aériennes des États-Unis.
En 1937, devant la montée du nazisme en Europe, Jerzy Neyman accepte un poste à l’université de Berkeley en Californie, pour créer le département de statistiques. Il y passe la seconde moitié de sa vie.